# 502 Sigune
Sigune (asteroide 502) é um asteroide da cintura principal com um diâmetro de 15,98 quilómetros, a 1,9559039 UA. Possui uma excentricidade de 0,1791063 e um período orbital de 1 343,33 dias (3,68 anos).
Sigune tem uma velocidade orbital média de 19,29578461 km/s e uma inclinação de 25,00994º.
Esse asteroide foi descoberto em 19 de Janeiro de 1903 por Max Wolf.